# Unírio Carrera Machado
Unírio Carrera Machado (Santo Ângelo, 25 de junho de 1919 — Porto Alegre, 1988) foi um magistrado e político brasileiro.
Filho de Marcírio Antunes Machado e de Universina Carrera Machado. Foi companheiro de Leonel Brizola no Partido Democrático Trabalhista (PDT). Diplomado em 1944 pela Faculdade de Direito da Universidade Federal do Rio Grande do Sul. Foi juiz municipal e promotor público, antes de enveredar pela carreira política.
Foi eleito deputado à Assembleia Constituinte e à 37ª Legislatura da Assembleia Legislativa do Rio Grande do Sul, de 1947 a 1951, na legenda do Partido Trabalhista Brasileiro (PTB), de que chegou a ser vice-líder. Foi reeleito em 1950 para a mesma assembléia. Deputado federal pelo Rio Grande do Sul entre 1954 e 1969, tendo servido no Congresso Nacional no Rio de Janeiro e em Brasília, de que foi um dos pioneiros, até à cassação do seu mandato durante a ditadura militar.
É o autor do livro 20 Anos da Indústria da Doença, sobre a indústria farmacêutica no Brasil.
Casado com Ana Laura Kern Machado, com quem teve três filhos, era irmão de Garibaldi Carrera Machado, médico e líder local do PDT de Santo Ângelo, cuja sede municipal tem o seu nome.